# Eurystylops tetonensis
Eurystylops tetonensis är en insektsart som beskrevs av Richard Mitchell Bohart 1943. Eurystylops tetonensis ingår i släktet Eurystylops och familjen stekelvridvingar. Inga underarter finns listade i Catalogue of Life.